# Изофиллия
Изофиллия, от греч. isos равный и греч. fýlion лист — наличие у вида и его определённых экземпляров листьев одинаковых формы и размеров. Изофиллии противопоставляется гетерофиллия — наличие у вида растений (или у отдельного экземпляра) листьев, существенно отличающихся друг от друга формой, размером, строением, функциями и пр.
Изофильные побеги — побеги с одинаковыми листьями на разных сторонах оси, в отличие от анизофильных побегов.